# Aphanopus microphthalmus
Aphanopus microphthalmus is een  straalvinnige vissensoort uit de familie van haarstaarten (Trichiuridae). De wetenschappelijke naam van de soort is voor het eerst geldig gepubliceerd in 1939 door Norman.